# Казиева, Гевхар Ахмед кызы
Гевхар Ахмед кызы Казиева (азерб. Gövhər Əhməd qızı Qazıyeva; 1887, Тифлис — 1960, Иранский Азербайджан) — первая профессиональная азербайджанская актриса (свою первую роль сыграла в 1906 году). Выступала под псевдонимом Геярчин (азерб. Göyərçin).

## Биография
Гевхар Ахмед кызы Казиева родилась в 1887 году в Тифлисе в дворянской семье. Окончила Закавказский девичий институт в Тифлисе, получив образование на русском и азербайджанском языках.
Свою сценическую деятельность начала в 1906 году в труппах общества «Саадат», возглавляемых Мирза Али Аббасовым и Габиб-беком Кочарлинским. В 1910 году впервые вышла на сцену Тифлисского Театра грузинского дворянства. Так, 9 октября 1910 года она сыграла в пьесе Наджаф-бека Везирова «Горе Фахраддина». 30 октября этого же года сыграла роль Хубчохра в пьесе «Кузнец Гяве» Шамсаддина Сами в составе драматического кружка «Саадат».
Вскоре весть об игре Гевхар Казиевой распространилась по всему Закавказью. В бакинских газетах печатались посвящённые ей статьи. В это же время общество «Ниджат» пригласило Казиеву в Баку.
Репертуар Гевхар Казиевой был широкий. Наряду с ролями в пьесах Генриха Гейне «Алмансур», Лохманова «Смерть Наполеона», Намыка Кемаля «Злосчастный ребёнок», она играла и в пьесах азербайджанских драматургов. Так, в пьесе Наримана Нариманова «Надир-шах» она играла роль Гюльджахан, в пьесе Абдуррагим-бека Ахвердиева «Пери Джаду» — Хафизу, в его же пьесе «Несчастный юноша» — Мехри-ханум, в пьесе Зульфугара Гаджибекова «Женатый холостяк» — Перизад. Казиева своеобразно играла роли Гюльназ в оперетте Узеира Гаджибекова «Не та, так эта» и роль Лейли в опере того же Гаджибекова — «Лейли и Меджнун».
26 и 30 мая 1911 года в Тифлисе состоялся бенефис Говхар Казиевой. В этот вечер впервые была поставлена пьеса Зульфугара Гаджибекова «Одиннадцатилетняя женщина». Тем не менее выход азербайджанской женщины на сцену вызвал негодование непросвещенных людей, невежественные люди и религиозные деятели всячески старались препятствовать выступлению на сцене мусульманки.
В Тифлисе во время пьесы «Пятидесятилетний юноша» Казиева впервые сыграла вместе с Мирза Агой Алиевым. Успешно эти актёры выступили и в Эривани. В скором времени дружба Мирза Аги Алиева и Говхар Казиевой переросла в любовь и в мае 1912 года они поженились. Это был второй брак Казиевой, от первого у неё был сын Исмаил. Затем семья переехала в Баку. Однако, в этом же году Мирза Ага Алиев был сослан в Астрахань. Казиева же в 1913 году отправилась в Польшу, где поступила в медицинскую «Школу Святой Софии» в Варшаве. В 1915 Казиева окончила эту школу по специальности акушера. В 1915 году в газете «Басират» было опубликовано объявление Казиевой о начале её профессиональной деятельности акушерки.
После женитьбы Мирза Ага Алиев запретил жене выступать на сцене. Вскоре они развелись, а Казиева больше никогда не выступала в театре. Позднее она уехала в Иран по настоянию актёра и режиссёра Мирсейфаддина Кирманшахлы, где стала жить постоянно. В 1937 году Казиева на несколько дней приезжает в Баку. В её честь был устроен приём и поставлена пьеса «Алмас» Джафара Джаббарлы. В тот же день Казиева находит своего сына Исмаила, которого не видела 15 лет.
Скончалась Говхар Казиева в 1960 году в Иранском Азербайджане.
В Музея азербайджанского театра в Баку есть уголок, посвящённый Казиевой.